# Zoologisches Museum Oslo

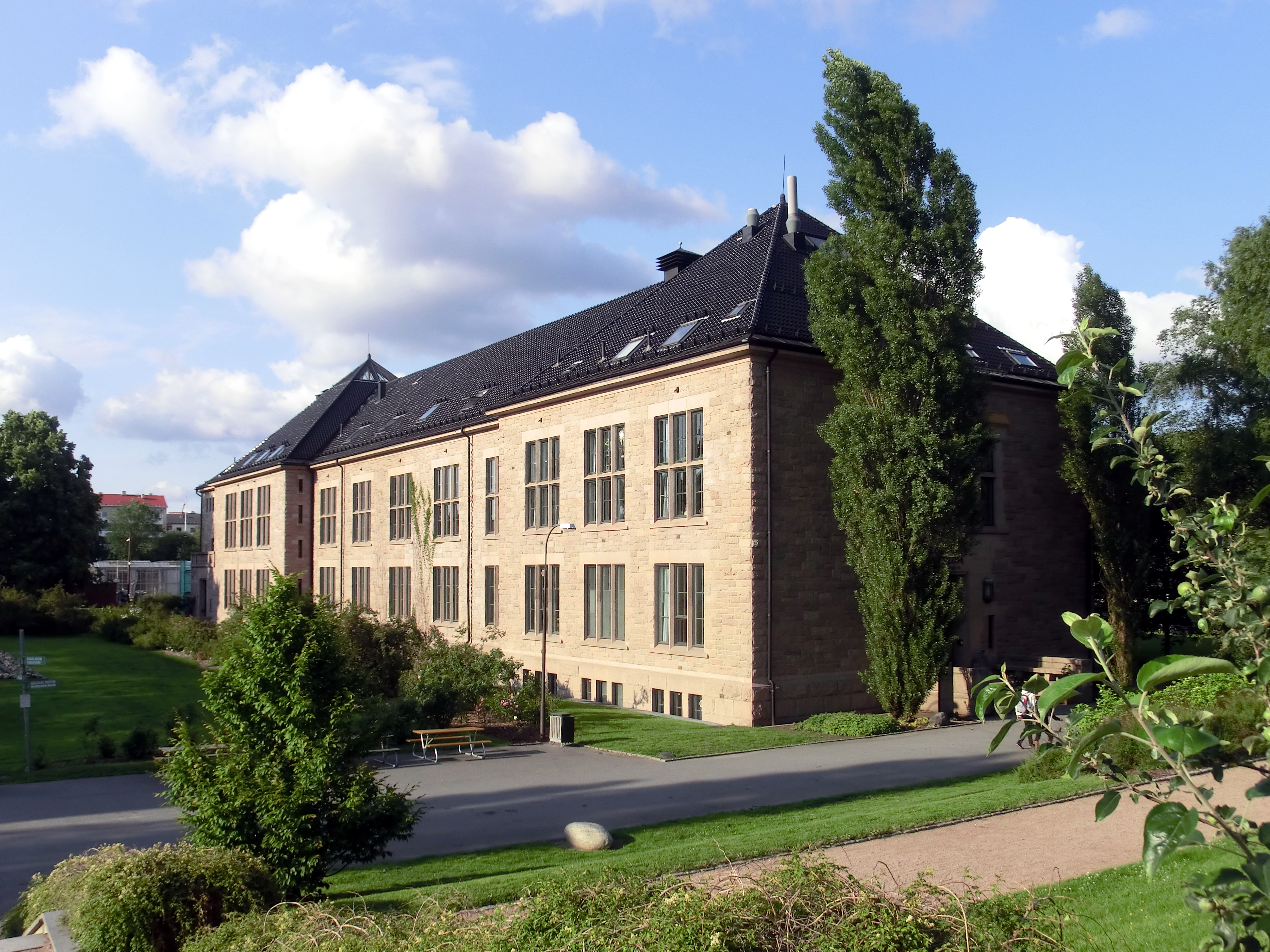
Das Zoologische Museum in Oslo.

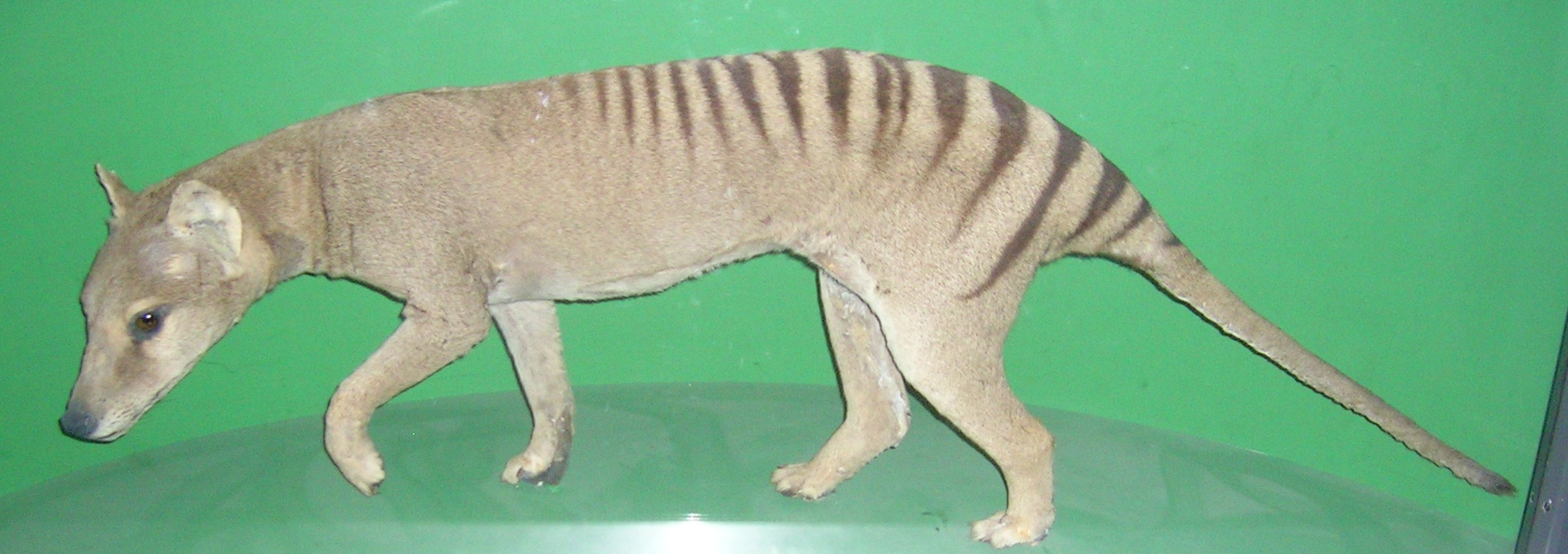
Ein ausgestopfter australischer Beutelwolf, von denen es weltweit nur noch eine Handvoll Präparate gibt.

Das Zoologische Museum Oslo (norwegisch Zoologisk museum) befindet sich im Stadtteil Tøyen von Oslo und ist ein Bestandteil des Naturhistorisk Museum (NHM) das zur Universität Oslo (UiO) gehört. Das Museum ist mit dem Geologischen Museum (norwegisch Geologisk museum) im Nachbargebäude verbunden und die Eingänge beider Museen sind parallel für die Öffentlichkeit zugänglich. Beide Museen sind als monumentale Steingebäude im nationalromantischen Stil im Botanischen Garten von Tøyen in Oslo errichtet wurden. Das Zoologische Museum wurde am 2. Februar 1910 für Besucherverkehr eröffnet. In den 1970er Jahren wurde das Zoologische Museum umgebaut und die Ausstellungen komplett überarbeitet.
Das Museum verfügt über eine umfangreiche Sammlung von den insgesamt zwei Millionen Exponaten und Tierpräparaten aus der ganzen Welt, von denen jedoch aus Platzgründen nur ein kleiner Teil ausgestellt werden kann. Die ausgestellten Tierpräparate werden alle in ihrer natürlichen Umgebung hautnah den Besuchern präsentiert. Im Erdgeschoss befindet sich ein Einführungssaal, in dem ein Überblick über die Zoologie, die Vielfältigkeit, Wanderung und Anpassung der Tierwelt an die Umwelt präsentiert wird. In dem Gebäude erstreckt sich über zwei Etagen in Sälen ein Diorama norwegischer Naturlandschaften mit entsprechenden Tierpräparaten.
Im Systematik-Saal ist eine der Dauerausstellung zu den ausgestellten Exponaten sowie eine Gliederung mit einem systematischen Überblick über Norwegens Tierarten zu sehen. Im Nordischen Saal werden einheimische Raubtiere wie Bären, Luchse, Wölfe und der Vielfraße präsentiert, ebenso aber auch das Tierleben des Meeresgrundes und der Lüfte. Dem Nordischen Saal ist der Svalbard-Saal angeschlossen, der sich speziell der Tierwelt von Spitzbergen widmet.
In der zweiten Etage befindet sich der Tiergeographische Saal mit einer kostbaren Sammlung mit vielen Exponaten und Präparaten zu verschiedenen Wildtieren aus der ganzen Welt. Darunter befinden sich auch zwei Präparate der ausgestorbenen Tierarten des Riesenalks und des australischen Beutelwolfs.
Anlässlich des 200. Jahrestages der Universität Oslo wurde am 2. September 2011 das Gebäude offiziell nach dem norwegischen Zoologen Robert Collett in Robert-Collett-Haus (norwegisch Robert Colletts hus) umbenannt.